# هاري دومبيك
هاري دومبيك هو مبارز بالسيف بلجيكي، مثّل بلاده في الألعاب الأولمبية الصيفية 1920.

## روابط رياضية
هاري دومبيك على موقع أوليمبيديا (الإنجليزية)